# 山脇義勇
山脇 義勇（やまわき よしとし、1900年11月3日 - 1987年7月14日）は、日本の経営者。ダイセル化学工業社長、会長を務めた。高知県出身。位階は正四位。

## 経歴
1922年に山口高等商業学校を卒業し、同年に岩井商店に入社。1940年5月にダイセル化学工業に転じ、1946年12月に取締役に就任し、1949年1月に常務、1955年1月に専務を経て、1961年1月に副社長に就任し、1964年1月には社長に昇格。1971年1月に会長に就任し、1972年2月には相談役に就任。
1967年に藍綬褒章を受章し、1972年11月に勲二等瑞宝章を受章。
1987年7月14日肝臓癌のために死去。86歳没。死没日付をもって正四位に叙された。